# فرودگاه کملوپس
فرودگاه کملوپس (به انگلیسی: Kamloops Airport) یک فرودگاه همگانی باربری با کد یاتا YKA است که یک باند فرود آسفالت دارد و طول باند آن ۸۴۷ متر است. این فرودگاه در شهر کملوپس کشور کانادا قرار دارد و در ارتفاع ۳۴۵ متری از سطح دریا واقع شده است.

## شرکت‌های هواپیمایی و مقصدهای پروازی
| شرکت‌های هواپیمایی    | مقصدهای پروازی                                                                    |
| -------------------- | --------------------------------------------------------------------------------- |
| Air Canada Express   | فرودگاه بین‌المللی کالگری، فرودگاه بین‌المللی ونکوور                                |
| Canadian North       | کرایه‌ای: Fort McMurray Airport، فرودگاه بین‌المللی کلونا، فرودگاه بین‌المللی ونکوور |
| Central Mountain Air | فرودگاه پرینس جرج                                                                 |
| WestJet Encore       | فرودگاه بین‌المللی کالگری، فرودگاه بین‌المللی ادمونتون (در ۴ مارس ۲۰۱۶ پایان یافت)  |

### باربری
| شرکت‌های هواپیمایی | مقصدهای پروازی                                                              |
| ----------------- | --------------------------------------------------------------------------- |
| Carson Air        | فرودگاه بین‌المللی کلونا، فرودگاه بین‌المللی کالگری، فرودگاه بین‌المللی ونکوور |
| KF Cargo          | فرودگاه پرینس جرج، فرودگاه بین‌المللی ونکوور                                 |
| اسکای‌لینک اکسپرس  | فرودگاه بین‌المللی ونکوور                                                    |